# Ordre dominicain en Angleterre
L'ordre dominicain, ou  ordre des frères prêcheurs, dans la province d'Angleterre remonte au deuxième chapitre général de l'ordre qui se tint à Bologne au printemps 1221. 

## Historique
Saint Dominique envoie en 1221 douze frères prêcheurs sous la direction de Gilbert de Fresney en Angleterre. Ils arrivent à Douvres, le 5 août 1221. La province est officiellement érigée pour son premier chapitre en 1230.
La province est composée rapidement de frères anglais qui se répandent dans les villes et campagnes anglaises en construisant des prieurés. Son premier lieu d'implantation d'importance est à Oxford (15 août 1221) dans les paroisses de Saint-Édouard et de Sainte-Adélaïde. Les dominicains construisent un oratoire dédié à la Bienheureuse Vierge Marie, puis une école en 1265. Bientôt la province est divisée en quatre secteurs: Oxford (1221), Londres (1223) Cambridge (1238), et York.
Ils s'installent à Londres en 1223, construisant à Holborn une église dédiée à Notre-Dame et à saint Jean l'Évangéliste, puis ils déménagent près de la Tamise dans un terrain offert par Édouard Ier. Ils sont connus comme les « Blackfriars » (frères noirs), nom qui est resté à ce quartier de Londres. Ils ont été dispersés en 1529. Ils sont revenus sous Marie Tudor, mais ont été à nouveau dispersés en 1559.
Une province est créée en Irlande et une autre en Écosse (où les dominicains arrivent en 1231). Tous les couvents et établissements dominicains sont dispersés, détruits ou confisqués par la Couronne et les frères renvoyés, à l'époque de la Réformation anglicane. Le couvent d'Oxford est dispersé en 1538. Ils ne retournent en Angleterre qu'au milieu du XIXe siècle après l'Acte d'Émancipation des catholiques.

## Mystique
Tous les novices dominicains anglais de la fin du Moyen Âge et de la Renaissance doivent apprendre en latin la grammaire, la nouvelle et l'ancienne logique, la philosophie naturelle et la théologie; la dernière matière étant la plus importante. La mystique dominicaine anglaise se distingue à la fin du Moyen Âge par l'accent mis sur la relation personnelle à Dieu. L'imitation du Sauveur doit pouvoir transformer le sujet de manière dynamique, permettant à la nature humaine de s'approcher de l'essence divine. Pour les dominicains anglais, dont le but ultime est l'union à Dieu, l'expérience mystique n'est pas seulement exprimée par la connaissance de Dieu, mais par le processus de la foi. Le centre est évidemment l'imitation de la personne du Christ qui les conduit à une compréhension littérale, morale, allégorique et analogique des Écritures et à une émulation prenant sa source dans le ministère terrestre du Christ.

## Aujourd'hui
La province dominicaine d'Angleterre possède aujourd'hui cinq couvents ou prieurés et deux maisons en Grande-Bretagne et un vicariat en Caraïbe avec deux prieurés.
- Oxford, couvent du Saint-Esprit (environ trente frères), fondé en 1921
- Londres, couvent Saint-Dominique fondé en 1867 à Haverstock Hill (Hampstead) avec l'une des églises les plus grandes de Londres, achevée en 1883. Résidence du prieur provincial
- Cambridge, couvent Saint-Michel-Archange, fondé en 1938, noviciat de la province, avec une maison d'édition réputée
- Newcastle, prieuré Saint-Dominique, les dominicains reviennent en 1863 et construisent une église achevée en 1873 pour les immigrants irlandais.
- Leicester, prieuré Sainte-Croix, fondé en 1882, l'église actuelle date de 1929-1931
- Grenade, prieuré du Rosaire, fondé en 1901
- Barbade, prieuré Notre-Dame-de-l'Univers, fondé en 1901
- Édimbourg, en Écosse, prieuré fondé en 1931 desservant le campus universitaire et la paroisse Saint-Albert-le-Grand
- Glasgow, prieuré Saint-Colomban, fondé en 1965